# 大石橋の戦い
大石橋の戦い（たいせききょうのたたかい）は、日露戦争中の戦いの一つで、営口と南満州鉄道本線をつなぐ大石橋に展開中のロシア陸軍のシベリア第一軍団およびシベリア第四軍団を日本陸軍第二軍が攻撃し、勝利した。
得利寺の戦いを終えた第二軍は補充のために攻撃を避けていたが、大本営から早期攻撃の命令を受けて大石橋に陣取るロシア陸軍に対して攻撃をしかけることとした。7月24日5時30分に戦闘開始。金州方面から三個師団で進撃する第二軍に対してロシア軍は大石橋北東の丘陵地帯に砲兵陣地を敷き、砲撃を行った。猛烈な砲撃によって第二軍は進軍を阻まれたがロシア軍は程なく退却、7月25日に第二軍は大石橋の占領に成功した。